# Noel Calışkan
Noel Calışkan (* 29. August 2000 in Köln) ist ein deutsch-türkischer Fußballspieler.

## Karriere
Seine Karriere begann er bei Grün-Weiß Brauweiler an der Seite von Florian Wirtz. Beide spielte ab der U-12 für den 1. FC Köln, von der dortigen U17 wechselte Calışkan zur U19 dann zu Fortuna Düsseldorf. Für sein Studium zog er dann mit einem Stipendium in die USA und spielte dort für die College-Mannschaft der Loyola Marymount Lions. In den Semesterferien war er zurück in Deutschland noch einmal von September bis Oktober 2020 im Kader der SpVg Frechen 20, wo er in der Mittelrheinliga auf fünf Einsätze und zwei Tore kam. Zurück in den USA beendete er sein Studium dann Ende 2022.
Beim MLS SuperDraft 2023 war er dann der First-Round-Pick der Portland Timbers. Diese stellten ihn dann im März 2023 erst einmal beim MLS Next Pro Team Portland Timbers 2 unter Vertrag. Nach einem Kurzvertrag mit der ersten Mannschaft schloss Portland mit ihm Ende April 2023 dann einen auf ein Jahr beschränkten Vertrag mit dem MLS-Team. Sein Debüt in der Liga (nachdem er zuvor schon im US Open Cup zum Einsatz kam) hatte er schließlich am 25. Juni 2023 bei einem 1:1 gegen den New York City FC. Hier wurde er zur zweiten Halbzeit für Cristhian Paredes eingewechselt.
Anfang 2024 wechselte er zu den Real Monarchs, dem Farm-Team von Real Salt Lake, für die er Ende Februar erstmals spielte.

## Privates
Er ist der Sohn von Mahmut Calışkan. Sein Bruder Leon ist ebenfalls derzeit Fußballspieler in der Jugend von Fortuna Düsseldorf.